# Róbert Bielek
Róbert Bielek (* 20. května 1966) je bývalý slovenský fotbalista.

## Fotbalová kariéra
V československé lize hrál za Slovan Bratislava. Nastoupil v 17 ligových utkáních a dal 1 gól.

## Ligová bilance
| Ročník                                   | Zápasy | Góly | Minuty | Klub              |
| ---------------------------------------- | ------ | ---- | ------ | ----------------- |
| 1. československá fotbalová liga 1984/85 | 17     | 1    | 1081   | Slovan Bratislava |
| CELKEM                                   | 17     | 1    | 1081   |                   |